# Le Romandie
Pour les articles homonymes, voir Romandie (homonymie).
Le Romandie est un club rock exploité par l’association à but non lucratif ... e la nave va depuis 2004 - et depuis 2008 en ses locaux actuels - à Lausanne.
L’association est née en 1999 à la suite de la fermeture en avril de la même année de la Dolce Vita, l’un des pionniers des clubs de rock en Suisse, dans le but de proposer un nouveau projet de scène indépendante à Lausanne. La Municipalité mise de son côté sur un autre projet (Les Docks).

## Historique
Olivier Français, municipal, propose de loger les rockers sous l’Arche du Grand Pont, mais le projet s’enlise à la suite d’une série d’oppositions. C’est là que Jean-Jacques Schilt[réf. nécessaire] propose à l’association de les héberger momentanément dans l’ancien cinéma Romandie à la Riponne, fermée en avril 2004. Elle a une capacité d'environ 300 personnes. 
En septembre 2008, dix ans après le lancement du projet, le Romandie emménage sous les Arches du Grand Pont. Le nouveau club, construit par la Ville de Lausanne, est situé en plein centre-ville, aux portes du quartier du Flon, et peut alors accueillir 170 personnes. Il est inauguré officiellement en juin 2010.
Le club doit fermer du printemps 2020 à 2023 en raison d'infiltrations d'eau. Il organise durant cette période des événements dans d'autres salles ou en plein air. Les travaux de rénovation entrepris en 2022 comprennent l'aménagement d'une deuxième salle d'une capacité de 150 personnes au rez-de-chaussée.

### Concerts
Le club accueille notamment les groupes Burning Heads et Uncommonmenfrommars lors de sa soirée d'inauguration en octobre 2004, Wovenhand en 2006 et The National en 2007.

### Chiffres
2014 :  27 000 visiteurs par saison pour une centaine de soirées

### Capacité de la salle
de 2010 à 2015: 170 personnes
de 2015 à 2020: 240 personnes
dès 2025: 299 personnes 